# Johnny Guarnieri
Pour les articles homonymes, voir Guarnieri.
John A. Guarnieri, dit Johnny, est un pianiste et claveciniste américain (New York, 23 mars 1917 - Livingston, N.J., 7 janvier 1985) .

## Discographie
Albums :
- 2010 : A Musical Cocktail Vol 10 (The Orchard)
- 2009 : Complete Jazz Series 1944 - 1946 et 1946 - 1947 (The Orchard)
- 2009 : Piano Perfection (INGroove)
- 2008 : Johnny Guarnieri 1946-1947 (Abeille Musique)
- 2006 : Johnny Guarnieri Selected Hits Vol. 1 et 2 (The Orchard)
- 1975 : Walla Walla (Disques Black & Blue)

Enregistrements :
- Sometimes I'm Happy  (Lester Young Quartet, 1943)
- I Never Knew (idem)
- Deuces wild (1944)
- Deuces mild (1944)